# Xã Ellisville, Quận Fulton, Illinois
Xã Ellisville (tiếng Anh: Ellisville Township) là một xã thuộc quận Fulton, tiểu bang Illinois, Hoa Kỳ. Năm 2010, dân số của xã này là 155 người.